# Kostel Zmrtvýchvstání Páně (Český Těšín)
Evangelický kostel Zmrtvýchvstání Páně v Českém Těšíně vznikl v letech 2010 až 2011 adaptací bývalého hřbitovního (předpohřebního) domu židovské obce, který byl postaven v roce 1928. Nachází se ve Hřbitovní ulici v přední části areálu hřbitova. Objekt, který ještě nedávno sloužil jako sklad rakví, od města odkoupil sbor Luterské evangelické církve a. v. V interiéru byl umístěn velký krucifix, jehož korpus vytvořil Artur Szoldra z Ustroně. Evangelickým bohoslužbám začal kostel sloužit 31. října 2010. Vysvěcení proběhlo 1. května 2011. Budova kostela je kulturní památkou jakožto součást památkově chráněného souboru staveb hřbitova.

## Popis
Původní židovský pohřební dům projektoval Eduard David a postavil stavitel Eugen Fulda. Samostatně stojící budova kostela stojí na západní straně u vstupu na centrální hřbitov. Centrální zděná budová na půdorysu čtverce mé sedlovou střechu s věžičkou sanktusníku se zvonovou střechou. K budově jsou přistavěny nižší části sakristie, kněžiště a předstupující předsíň s valbovou střechou na východní straně. Vstup předsíně je rámován edikulou. Další vstup se štítem a mělkou předsíni je na západní straně. Na severní straně je kněžiště se sedlovou střechou. Centrální budova má je zaklenuta jedním polem klášterní klenby, kněžiště má valenou klenbu.